# Červené Pečky
Červené Pečky – miasteczko i gmina w Czechach, w powiecie Kolín, w kraju środkowoczeskim. Według danych z dnia 1 stycznia 2013 liczyła 1 763 mieszkańców.
W miejscowości jest przystanek kolejowy Červené Pečky.